# روزيتا كيروغا
روزيتا كيروغا (بالإسبانية: Rosita Quiroga)‏ هي مغنية أرجنتينية، ولدت في 16 يناير 1896 في بوينس آيرس في الأرجنتين، وتوفي بنفس المكان في 16 أكتوبر 1984.

## وصلات خارجية
- روزيتا كيروغا على موقع ميوزك برينز (الإنجليزية)
- روزيتا كيروغا على موقع ديسكوغز (الإنجليزية)